# Shagrat (banda)
Shagrat fue un grupo musical inglés formado por Steve Peregrin Took y Mick Farren en 1970. Poco después de reclutar a Larry Wallis (guitarra y voces de acompañamiento), Tim Taylor (bajo), Phil Lenoir (batería) y Dave Bidwell (percusión); Mick Farren dejó la banda, sin haber llegado a grabar nada con ella.

## Origen del nombre
El nombre de la banda proviente de Shagrat, uno de los orcos nombrados en El Señor de los Anillos, la novela de J. R. R. Tolkien. Es una contracción de «Shagrat the Vagrant», nombre bajo el que Steve Took había aparecido acreditado en el álbum de Mick Farren Mona. Larry Wallis ofreció una explicación alternativa: «“Steve Took” era el nombre real de Steve Took por lo que a nosotros concernía, así que decidió tomar otro personaje, “Shagrat” que era el tipo con los ojos rasgados, barba apuntada y los zapatos de ante». Entrevistado en 1972, el propio Steve dio una explicación más: «Soy rock asqueroso, soy un coño. Por eso tomé a Shagrat, que era un viaje de rata. Las ratas se giran a una velocidad asombrosa y tienen un montón de crías. No sólo se comen el veneno, si no que engordan con él y se hacen mayores y aun así se pueden deslizar bajo las puertas. Es el viaje de la ecología. ¿Sabes cuántas ratas se mataron en Nueva York el año pasado? ¡Porque yo no! ¡Ja! No puedo recordar mis formas».

## Primeras grabaciones
Con un lineamiento, concepto de banda y nombre estables, el grupo se desarrolló a buen ritmo. Tras un periodo de ensayo intensivo en «una sala de piedra» en horario nocturno, lo que solía molestar a los vecinos, Shagrat se encaminó al estudio, específicamente a los Strawberry Studios de 10cc en Stockport. Allí grabaron una sesión de la que han perdurado tres pistas:
- «Boo! I Said Freeze», que describe las experiencias de Took cuando volaba por la autopista y fue detenido por el Departamento de Policía de Los Ángeles en octubre de 1969;
- «Peppermint Flickstick», que Wallis cita como su favorita en una entrevista de 1987, trata de un hombre que desarrolla una severa fijación por la chica de las chocolatinas Cadbury Flake, y que por ello sale y se gasta los ahorros de su vida en barritas de chocolate. Regresa a casa con ellas y pasa los días encerrado comiéndose las Flakes y teniendo fantasías sexuales sobre ellas; y
- «Steel Abortion», la pista más larga de las tres, de más de siete minutos, sobre un preso que escapa de la cárcel para pasarse rápidamente por la casa de su novia en busca de sexo, pero que tiene que huir rápido para evitar a la policía.

Desafortunadamente, las dos primeras pistas fueron impresas en acetato a una velocidad más alta de la real, mientras que el disco de la última quedó chirriante. Ninguno de esos problemas es insuperable con un reproductor con selector de velocidad y control de tono, pero el primer defecto en particular ha originado que muchas críticas califiquen el sonido de Shagrat de «rock infernal extraño» apropiado al nombre malévolo de la banda; o, en palabras de Mark Paytress, «la cruz de la moneda hippie lanzada por Tyrannosaurus Rex». Sin embargo, si se escuchan las pistas a la velocidad correcta, se presentan como una combinación acelerada y bastante salvaje de Alice Cooper y The Stooges, con un sonido Hendrix en la guitarra solista. En particular, la pista «Peppermint Flickstick», que Nigel Cross compara con «Astronomy Domine» de Pink Floyd, reproducida a la velocidad correcta es una mezcla alternada de la energía pulsátil del «Hellraiser» de The Sweet y la opulencia del «Ziggy Stardust» de David Bowie, aunque otra influencia obvia es la secuencia coral cromáticamente creciente del «My Little Red Book» de Love.

## Primera representación
Ensayados y con su demo grabada, la banda contrató su primera representación para el Festival de Phun City, cerca de Worthing (Sussex), del 24 al 26 de julio de 1970. La banda tocó un recital de 30 o 45 minutos, incluyendo todas las canciones de la sesión de los Strawberry Studios. Es bastante probable que la representación de Shagrat fuera rodada, pues se estaba realizando una película del festival; sin embargo, esa película nunca se acabó y en metraje rodado está ilocalizable.
Tuvieron una recepción particularmente buena de la multitud de Ángeles del Infierno que asistían aquel día al espectáculo, aunque la función recibió «algo de energía adicional» de Lenoir acelerándose por el escenario, pues había consumido una considerable cantidad de sulfato de anfetamina antes de la actuación. La representación supuso un buen comienzo para la banda, pero los problemas vinieron justo después. Phil Lenoir la abandonó (Took declaró que no le volveieron a ver después del festival) y también Tim Taylor, dejando Shagrat sin sección rítmica.

## Adelantados a su tiempo
Se reclutó como nuevo baterista a Dave Bidwell, de los Chicken Shack, y el mismo Steve Took cubrió el bajo vacante. Continuaron los ensayos de preparación de varias citas en directo que habían firmado y Steve recibió aproximaciones de varias discográficas. La mayoría, sin embargo, huían ante el gusto de Took y Bidwell por las drogas (Bidwell era un heroinómano crónico) y ante el hecho de que Shagrat no tuviera un mánager formal, pues, por su problemas con ellos en el pasado, Steve se había cuidado mucho de dejar de mano la parte comercial de dirigir una banda. 
Parte del problema era que en aquel momento bandas como Alice Cooper, The Stooges o Hawkwind aún tenían que despuntar en el Reino Unido. Como resultado, muchas discográficas percibían el trabajo de Shagrat como «no comercial». Cuando esas bandas despegaron un par de años más tarde, Took se sintió vindicado:

Llamé a ese editor, porque nos habíamos quedado sin dinero, y continuamos durante unos meses, pero no querían comprar «Steel Abortion» o «Peppermint Lickstick» (sic). Un poco traviesas, las letras, pero había tomado toda esa cultura estadounidense y la sociedad estadounidense en general, y la había «quimicalizado», un «viaje» general, y la había puesto en las letras. Ahora están School's Out y Killer de Alice Cooper, Hawkwind y el ambiente general de ahora y no están en él porque no pudieron aceptar que iban a vender. Les decía, «Mira, hombre, mira a los yanquis porque llevamos tres años de retraso en lo que tiene que ver con la cultura juvenil. Esto es lo que va a vender» y ellos dijeron «Oh sí, tíos, seguro, ¿realmente quieren escuchar este tipo de cosa?»... Así que aquí estamos en esta locura de hoy cuando Hawkwind son estrellas. Quiero decir que todos son como la cabeza de Syd Barrett. Quiero decir, que coño, nos lo estamos apropiando.

Sin embargo, en los días «pre glam» de 1970, los empleados de A&R todavía estaban principalmente interesados en los artistas prog rock a un extremo del mercado y el bubblegum pop grabado por músicos de sesión sin estrellas al otro. Esta situación sólo fue finalmente resuelta, bastante irónicamente, por la traición del antiguo jefe de Took, Marc Bolan, al underground y la consiguiente explosión británica del glam rock. Shagrat, como muchas bandas punteras en su tiempo, simplemente no encajaba.
Al final, lo que realmente terminó con Shagrat como conjunto fue el hecho de que Steve fuera el único miembro a tiempo completo de la banda. Chicken Shack nunca llegó a disolverse por completo, y durante 1970 se regeneró en Savoy Brown, llevándose a Bidwell con ellos. Wallis mientras tanto se había unido a una banda llamada Blodwyn Pig y no mucho más tarde tuvo una oportunidad con UFO. La conclusión de esta situación fue que para Larry y Dave, su participación en Shagrat se estaba convirtiendo cada vez más en una actividad de fuera de horas. Eso no significaba que hubieran dejado la banda, y de hecho asistían a ensayos y a una sesión fotográfica (tomada en el exterior del piso de Steve durante un temporal especialmente intenso) durante todo 1970 e incluso principios de 1971. Continuaron juntos como un grupo de amigos, y ambos trabajaron más adelante con Took en uno de los proyectos de grabación más importantes de su carrera. Además, ambos fueron reapareciendo por separado en varios momentos posteriores de la carrera de Took. Pero con Steve Took como único miembro a tiempo completo, la banda dejó de ser realmente una banda. Con varias reservas de actuaciones en el horizonte, y sin querer cancelarlas, la única opción de Took era tocarlas en solitario.

## Miembros de la banda
La formación inicial de Shagrat debía haber incluido a Mick Farren, pero Steve Took y él se separaron.

### Shagrat eléctrico
- Steve Took: voz solista, guitarra rítmica y maracas;
- Larry Wallis: guitarra solista y voces de acompañamiento;
- Tim Taylor: bajo;
- Phil Lenoir: batería.

### Shagrat acústico
- Steve Took: voz solista y guitarra acústica;
- Larry Wallis: bajo acústico;
- Dave Bidwell: percusión (pandereta y palmas).